# گوتسندورف آندر لایتا
گوتسندورف آندر لایتا (به آلمانی: Götzendorf an der Leitha) یک منطقهٔ مسکونی در اتریش است که در ناحیه بروک آن در لیتا واقع شده‌است. گوتسندورف آندر لایتا ۱٬۸۶۷ نفر جمعیت دارد.